# Piz Lad
Piz Lad je planina gorja Sesvenna (Alpe), koja se nalazi na granici između Italije i Švicarske. Tromeđa između Austrije, Italije i Švicarske (2180 m) nalazi se 800 m sjeverno od vrha.

## Vanjske poveznice
|  | Zajednički poslužitelj ima još gradiva o temi Piz Lad |

- Piz Lad na Hikru